# Metriopelma nigriventre
Metriopelma nigriventre é uma espécie de aranha pertencente à família Theraphosidae (tarântulas).